# Cohérence des données en univers réparti
La cohérence des données en univers réparti est un thème de recherche dans le domaine des sciences et techniques de l'information.
Ce thème touche les domaines informatiques suivants :
1. Spécification d'algorithmes et preuves
2. Réseaux embarqués
3. Mobilité
4. Bases de données
5. Bases de données temps réel
6. Multimédia
7. P2P (peer-to-peer)
8. Grille de calcul (GRID)
9. Caches web et proxy
10. Tolérance aux fautes
11. Réconciliation
12. Ingénierie de la cohérence
13. Sécurité / Confiance
14. Persistance / stockage

Du 2 au 4 novembre 2005 ont eu lieu les  Journées francophones sur la Cohérence des Données en Univers Réparti (CDUR 2005) en collaboration avec le CNAM, le groupe des écoles des télécommunications (GET), l’ECE et Jaluna.